# Список актёров и персонажей телесериала «Нэшвилл»
«Нэшвилл» (англ. Nashville) — американский музыкально-драматический телесериал с Конни Бриттон и Хайден Панеттьер в главных ролях, созданный и производимый Кэлли Хоури при участии Эр Джея Катлера, Ди Джонсон, Джима Пэрриота, Стива Бюкхэннана и Конни Бриттон. Премьера сериала состоялась 10 октября 2012 года на телеканале ABC. Сериал рассказывает о легендарной кантри-певице Рэйне Джеймс (Конни Бриттон), чья карьера начинает увядать, после чего ей приходится сотрудничать с восходящей молодой звездой Джульеттой Барнс (Хайден Панеттьер).

## Актёрский состав
| Р   | Регулярно (перечисляются во вступительных титрах) |
| П   | Повторяющееся роли                                |
| Г   | Приглашенные актёры и звёзды                      |
| TBA | Пока не известно                                  |
| N/A | Не появляется                                     |

### Регулярный состав
| Актёр             | Персонаж          | Первое появление | Сезоны              | Сезоны              | Сезоны              |
| Актёр             | Персонаж          | Первое появление | Сезон 1 (2012—2013) | Сезон 2 (2013—2014) | Сезон 3 (2014—2015) |
| ----------------- | ----------------- | ---------------- | ------------------- | ------------------- | ------------------- |
| Конни Бриттон     | Рейна Джеймс      | 1.01             |                     |                     |                     |
| Хайден Панеттьер  | Джульетта Барнс   | 1.01             |                     |                     |                     |
| Клер Боуэн        | Скарлетт О’Коннор | 1.01             |                     |                     |                     |
| Эрик Клоуз        | Тедди Конрад      | 1.01             |                     |                     |                     |
| Чарльз Истен      | Дикон Клэйборн    | 1.01             |                     |                     |                     |
| Джонатан Джексон  | Эйвери Баркли     | 1.01             |                     |                     |                     |
| Сэм Палладио      | Гуннар Скотт      | 1.01             |                     |                     |                     |
| Роберт Рэй Уиздом | Коулмен Карлайл   | 1.01             |                     |                     |                     |
| Пауэрс Бут        | Ламар Уайетт      | 1.01             |                     |                     |                     |
| Крис Кармак       | Уилл Лексингтон   | 1.16             |                     |                     |                     |
| Леннон Стелла     | Мэдди Конрад      | 1.01             |                     |                     |                     |
| Мэйси Стелла      | Дафни Конрад      | 1.01             |                     |                     |                     |
| Уилл Чейз         | Люк Уиллер        | 2.05             |                     |                     |                     |
| Оливер Хадсон     | Джефф Фордэм      | 2.02             |                     |                     |                     |

### Периодический состав
| Актёр                   | Персонаж      | Первое появление | Сезоны и количество эпизодов | Сезоны и количество эпизодов |
| Актёр                   | Персонаж      | Первое появление | Сезон 1 (2012—2013)          | Сезон 2 (2013—2014)          |
| ----------------------- | ------------- | ---------------- | ---------------------------- | ---------------------------- |
| Джудит Хоаг             | Тэнди Хэмптон | 1.01             | 17                           |                              |
| Сильвия Джеффрис        | Джолин Барнс  | 1.01             | 14                           |                              |
| Дж. Д. Саузер           | Уотти Уайт    | 1.01             | 6                            |                              |
| Кимберли Уильямс-Пейсли | Пегги Кентер  | 1.04             | 13                           |                              |
| Тилки Монтгомери Джонс  | Шон Батлер    | 1.06             | 5                            |                              |
| Риа Килстедт            | Мэрилин Родс  | 1.06             | 8                            |                              |
| Михиль Хаусман          | Лиам Маккигес | 1.06             | 8                            |                              |
| Вайклеф Жан             | Доминик Кинг  | 1.07             | 5                            |                              |
| Дэвид Клейтон Роджерс   | Джейсон Скотт | 1.10             | 3                            |                              |
| Сьюзан Миснер           | Стейси        | 1.15             | 5                            |                              |
| Джей Эрнандес           | Данте Ривас   | 1.14             | 6                            |                              |
| Оливер Хадсон           | Джефф         | 2.01             |                              |                              |
| Чалей Роуз              | Зоуи          | 2.01             |                              |                              |
| Обри Пиплз              | Лейла         | 2.02             |                              |                              |
| Чарли Бьюли             | Трей          | 2.03             |                              |                              |
| Уилл Чейз               | Люк           |                  |                              |                              |

## Персонажи

### Основные персонажи

#### Джульетта Барнс
Джульетта Барнс (англ. Juliette Barnes) — персонаж американского драматического телесериала «Нэшвилл». Роль Джульетты исполняет актриса Хейден Панеттьер начиная с пилотного эпизода, вышедшего 10 октября 2012 года. Джульетта, наравне с Рейной Джеймс, является центральным персонажем сериала, созданного Кэлли Хоури.

##### История развития

###### Кастинг и история создания
Хейден Панеттьер было тяжело получить роль Джульетты Барнс, так как Кэлли Хоури и ABC сомневались в её актёрских способностях сыграть роль трёхмерного персонажа. Хоури опасалась, сможет ли бывшая исполнительница роли чирлидерши исполнить роль одновременно эгоистичной и нестабильной певицы. Панеттьер прослушивалась на роль в начале 2012 года и была утверждена играть Джульетту 29 февраля. Панеттьер не имела большого опыта в музыкальном бизнесе и до сериала пробовала записывать материал для детских фильмов Disney.
Когда Панеттьер была утверждена на роль, продюсеры всё ещё были не совсем уверены как актриса сможет изобразить столь ключевую роль отрицательного персонажа и в пилотном эпизоде все внимание было отведено Рейне Джеймс. Кэлли Хоури спустя некоторое время после начала съемок отбросила все опасения насчет актёрских способностей Панеттьер и начала давать ей основные сюжетные линии в последующих эпизодах, фактически ставя её на первый план, благодаря большому количеству экранного времени и развитию вследствие этого персонажа.

###### Характеристика
Джульетта характеризуется как восходящая суперзвезда кантри-поп музыки, схожая по успеху с Тейлор Свифт и скоростью подъёма на вершину с Кэрри Андервуд. Сама же актриса заявила, что Джульетта совсем не похожа на Свифт, так как является гораздо менее хорошим человеком. Джульетта позиционируется как дива, однако имеет низкую самооценку, что приводит её к желанию заполнить свою жизнь романами, каждый из которых оканчивается неудачей.

##### Сюжетные линии
Джульетта является дочерью наркоманки Джолин Барнс, которая была поклонницей Рейны Джеймс и Джульетте в детстве приходилось много слушать её песен. Вследствие этого Джульетта не любит Рейну и в начале сериала вступает с ней в открытый конфликт. В пилотном эпизоде она соблазняет её продюсера Рэнди Робертса, и переманивает его к себе, а также сближается с гитаристом Рейны, Диконом Клэйборном. В последующих эпизодах Джульетта продолжает отношения с Диконом, но уже в дружеском направлении, и в итоге он уходит от Рейны в группу к ней.
Джульетта знакомится и вскоре тайно выходит замуж за футболиста Шона Батлера в середине сезона, но после того, как они организовывают публичную свадьбу, она сбегает прямо перед церемонией. Так как их брак никогда не был полноценным, Шон потребовал от неё аннулировать его в суде, и она согласилась, сперва извинившись перед ним.
Вскоре после развода она возвращается к своей гастрольной деятельности в туре с Рейной и вскоре знакомится с Данте Ривасом, наставником её матери в анонимных наркоманах. У них начинается недолгий роман, но он оказывается мошенником и крадет с её счетов полмиллиона. Вдобавок к этому он шантажирует её секс-видео и требует за него десять миллионов. Из-за очередной неудачи, Джульетта начинает пить, также как и её мать, и даже не может подцепить своего помощника Эйвери Баркли, который заменяет Дикона, после того как он уходит от неё из-за плохого поведения с музыкантами. В финале сезона Джолин убивает Данте и себя, чтобы защитить дочь от очередного скандала в прессе перед вручением наград CMA. Она в итоге получает премию, но совсем не рада ей из-за смерти матери и состояния полного одиночества. Символично, что Джульетта в финале первого сезона получает долгожданную похвалу от Рейны, с которой она ранее конкурировала.
Во втором сезоне Джульетта заводит короткий роман с миллионером Чарльзом Вентвортом, который хочет бросить свою жену ради неё. Когда она отказывает ему, Лейла сообщает TMZ, что Джульетта является любовницей Чарли, вследствие чего она становится одной из самых ненавистных знаменитостей, что фактически разрушает её былую карьеру. Ещё один гвоздь в крышку гроба карьеры Джульетты забивает вырванная из контекста видеозапись, на которой она произносит фразу, что нет бога. Продажи её альбомов стремительно падают, отчего Джефф приходит в ярость и увольняет Джульетту после её речи при получении награды. Рейна тем временем поддерживает её смелость, хотя Джульетта и потеряла былую славу. Это приводит её к очередной депрессии, однако она находит утешение с Эйвери.

##### Приём критиков
Панеттьер получила хорошие отзывы от критиков за исполнение роли восходящей звезды Джульетты и в 2013 и 2014 годах номинировалась на Премию «Золотой глобус» за лучшую женскую роль второго плана — мини-сериал, телесериал или телефильм, а также выдвигалась на ряд других наград.
Джульетта рассматривается в прессе как персонаж-прорыв в сезоне 2012-13 на телевидении. В своей статье обозреватель журнала The Hollywood Reporter сравнил Джульетту с главной героиней ситкома «Девчонки» в исполнении Лины Данэм в своем реалистичном изображении амбициозной молодой девушки без прикрас. Особую похвалу персонаж получил во второй половине первого сезона, в частности в последних эпизодах, по мнению критиков игра Панеттьер в которых была достойна премии «Эмми».

#### Скарлетт О’Коннор
Скарлетт О’Коннор (англ. Scarlett O'Connor) — персонаж американского драматического телесериала «Нэшвилл». Роль Скарлетт исполняет актриса Клер Боуэн начиная с пилотного эпизода, вышедшего 10 октября 2012 года.

##### История развития
Клер Боуэн переехала из Австралии в США в 2011 году и роль Скарлетт О’Коннор стала первым её проектом на американском телевидении. Кэлли Хоури утвердила её на роль 17 февраля 2012 года, одной из первых актёров. В ходе подготовки к роли, Боуэн работала над своим акцентом, наблюдая много фильмов о юге США. Она даже поселилась в Нэшвилле, чтобы приблизится к реалиям музыкального города.

###### Приём критиков
Скарлетт в начале сериала позиционировалась как добрая и отзывчивая молодая девушка с юга, но в ходе развития сюжета значительно преобразовалась в более независимую от мужчин женщину. Персонаж являлся классической гипер-инженю в первых эпизодах, что вызвало негативную реакцию со стороны критиков. Негативную реакцию получила общая нелицеприятность героини и её плаксивость. Некоторые критики называли Скарлетт даже одним из самых ненавистных персонажей на телевидении из-за её шаблонного образа наивной южной девушки. Ближе к концу первого сезона, однако, некоторые критики изменили своё отношение к персонажу в лучшую сторону. Так, к примеру, обозреватель журнала Slate похвалил развитие героини от лишенной амбиций наивной девушки-официантки, до умеющей контролировать свои эмоции начинающей певицы. Также критик отметил появившиеся саркастические нотки в манере общения персонажа, чего не было в первых эпизодах.

##### Сюжетные линии
Скарлетт является племянницей Дикона Клэйборна и работает официанткой в музыкальном кафе в начале сериала. Она встречается с начинающем музыкантом Эйвери Баркли и видит свою будущую жизнь как его жена. Скарлетт пишет стихи и в пилотном эпизоде встречается с Гуннаром Скоттом, также работающим в кафе, начинающим музыкантом. Они исполняют написанную ей песню «If I Didn’t Know Better», которую слышит известный композитор Уотти Уайт и сообщает о молодых находках Рейне Джеймс.
В ходе развития первого сезоне, Скарлетт бросает Эйвери после его измены с немолодым продюсером Мэрилин Родс, и решает сама начать карьеру в музыке. В сотрудничестве с Гуннаром она записывает несколько демо-композиций и в итоге получает возможность выступить перед Рейной, которая ищет нового артиста на свой лейбл. Скарлетт должна была прослушиваться с Гуннаром, но тот не смог прийти из-за смерти своего брата, и Рейна решает подписать с ней контракт как с сольной исполнительницей. Гуннар оказывается не доволен этим, но они в итоге мирятся, а она продолжает сотрудничать с Рейной, которая представляет её публике в Grand Ole Opry. Так как Гуннар после смерти брата начал вести плохой образ жизни, Скарлетт не хочет оставаться с ним, но в финале сезона он делает ей предложение.
Во втором сезоне Скарлетт решает сконцентрироваться на своей карьере, попутно отказывая Гуннару. Слава настигает её неожиданно, и она прибегает к содержащим наркотики лекарствам.

#### Тедди Конрад
Тедди Конрад (англ. Teddy Conrad) — персонаж американского драматического телесериала «Нэшвилл». Роль Тедди исполняет актёр Эрик Клоуз начиная с пилотного эпизода, вышедшего 10 октября 2012 года.

##### История развития
Эрик Клоуз был утвержден на роль Тедди Конрада 5 марта 2012 года. Персонаж тогда описывался как бывший предприниматель, который теперь живёт на деньги своей жены Рейны Джеймс. После премьеры сериала, однако персонаж быстро начал расти из просто мужа в кандидата на пост мэра города, по наставлению отца Рейны Ламара Уайетта.
Тедди является классическим положительным персонажем второго плана, которым легко манипулируют другие герои. Он был вторым выбором Рейны после того как Дикон оказался на реабилитации, и после их свадьбы принял отцовство над Мэдди, дочерью Рейны и Дикона. За некоторое время до событий сериала он оказался без работы вследствие финансовой махинации, которую тщательно скрывал.
Занимаясь своей предвыборной кампанией, в жизнь Тедди возвращается Пегги Кентер, его бывшая любовь и коллега по афере. В середине первого сезона Тедди решает развестись с Рейной, уже после победы на выборах, и к большому недовольству Ламара. Их роман с Пегги возобновляется, но вскоре он узнает, что она обманывала его. В конце сезона Мэдди узнает, что Тедди не её родной отец, а Пегги возвращается в его жизнь с новостью о своей беременности. Во втором сезоне Пегги теряет ребёнка, однако не сообщает ему, и они в итоге женятся. Их брак был коротким, так как Пегги погибает от пули, предназначавшейся для Тедди в середине сезона.
Сюжетные линии и сам характер персонажа негативно были приняты критиками, которые высказывали мнения, что он является слабым звеном сериала.

#### Дикон Клэйборн
Дикон Клэйборн (англ. Deacon Claybourne) — персонаж американского драматического телесериала «Нэшвилл». Роль Дикона исполняет актёр Чарльз Истен, начиная с пилотного эпизода, вышедшего 10 октября 2012 года.

##### История развития
Чарльз Истен, известный ранее как комик, получил роль Дикона 13 марта 2012 года. Персонаж характеризовался как один из лучших гитаристов Нэшвилла и бывшая любовь Рейны Джеймс. До сериала, Истен пять лет занимался своей карьерой в бизнесе кантри-музыки, но ему не удавалось выступать как вокалисту, и он лишь продавал свои написанные песни другим артистам. Кэлли Хоури взяла Истена на роль после того, как была покорена его вокальными данными, и сразу увидела в нём Дикона.

###### Приём критиков
Персонаж и исполнение роли Чарльзом Истеном получили похвалу от критиков. Некоторые обозреватели отмечали, что эта роль является прорывом для карьеры Истена, работавшего ранее, в основном, комиком. Наибольшую похвалу получили сцены между Диконом и Рейной, в особенности их исполнение песни «No One Will Ever Love You» во втором эпизоде первого сезона. Также положительные отзывы получило развитие персонажа и сюжетной линии в течение первого сезона от просто гитариста Рейны, до ведущего мужского персонажа сериала.

##### Сюжетные линии
Дикон является выздоравливающем наркоманом и алкоголиком, который был главной любовью в жизни Рейны. Рейна спасла Дикона от его проблем, поместив в клинику, но в тот момент была беременна и по совету их общего друга Коулмена Карлайла не стала говорить правду про ребёнка. Она вышла замуж за Тедди, который был для неё запасным вариантом, пока Дикон находился на лечении, и в итоге родила дочь Мэдди. Тедди, зная, что это не его ребёнок, воспитал Мэдди и они с Рейной решили сохранить эту тайну.
Хотя Дикон и Рейна расстались много лет назад, все эти годы он оставался её преданным ведущим гитаристом и другом. В начале сериала Джульетта Барнс пыталась переманить Дикона к себе в группу, чем была недовольна Рейна. Дикон все же ушел к ней, но по настоянию Рейны, когда её заставил уволить Дикона Тедди. В ходе совместной работы, Дикон становится другом и советчиком для Джульетты, которая в тот период находится с совместном туре с Рейной. В середине первого сезона Рейна и Дикон наконец то соединяются, но это все быстро заканчивается из-за её развода с Тедди. Дикон вскоре знакомится со Стейси, ветеринаром в Нэшвилле, и у них начинаются стремительно развивающиеся отношения. Ближе к концу сезона Рейна сама приходит к Дикону и признается, что все эти годы любила его. Они снова начинают отношения и он уходит от Стейси. Их воссоединение было не долгим, так как Дикон узнал, что последние тринадцать лет Рейна скрывала от него дочь. Он снова начинает пить и совершать сомнительные действия. В финале, Рейна и Дикон попадают в автокатастрофу, на которой и заканчивается первый сезон.
Во втором сезоне Дикон и Рейна решают расстаться и он начинает встречаться со своим адвокатом Меган Вэнн (Кристина Чанг). Тем временем из-за травмы Дикон больше не может играть на гитаре, что приводит его с попыткам начать певческую карьеру.

#### Эйвери Баркли
Эйвери Баркли (англ. Avery Barkley) — персонаж американского драматического телесериала «Нэшвилл». Роль Эйвери исполняет актёр Джонатан Джексон, начиная с пилотного эпизода, вышедшего 10 октября 2012 года.

##### История развития
Бывший актёр мыльной оперы «Главный госпиталь» Джонатан Джексон получил роль Эйвери 23 февраля 2012 года. Персонаж описывался как классический плохой парень и начинающий музыкант, который состоит в отношениях с Скарлетт О’Коннор.
В начале сериала Эйвери встречался с Скарлетт, но их отношения вскоре закончились, так как он поставил свою карьеру выше отношений. Он получил контракт с продюсером Мэрилин Родс, немолодой женщиной, которая занимается только начинающими мужчинами-артистами, и спит с ними. Мэрилин находил ему музыкального продюсера Доминика Кинга, который хочет сделать из него коммерческого артиста. Эйвери в итоге бросает Мэрилин и Доминика, и его карьера фактически оказывается мертвой, так как они перекрывают все его возможные пути для работы. Он устраивается рабочим в тур Джульетты Барнс и после всего этого персонаж терпит значительные преобразования в лучшую сторону. К концу первого сезона Эйвери работает гитаристом у Джульетты и налаживает дружеские отношения с Скарлетт.
Во втором сезоне персонаж был четко обозначен как положительный, так как создатель сериала Кэлли Хоури видела актёрский потенциал Джонатана Джексона, и не хотела, чтобы он играл персонажа, которого зритель может только ненавидеть. Эйвери в итоге стал близким другом Джульетты и к середине сезона у них начались отношения.

#### Гуннар Скотт
Гуннар Скотт (англ. Gunnar Scott) — персонаж американского драматического телесериала «Нэшвилл». Роль Гуннара исполняет актёр Сэм Палладио, начиная с пилотного эпизода, вышедшего 10 октября 2012 года.

##### История развития
Британский актёр Сэм Палладио получил роль Гуннара 14 февраля 2012 года, став первым актёром, утвержденным на участие в сериале. Его персонаж является молодым музыкантом, который работает в кафе с Скарлетт О’Коннор.
В пилотном эпизоде Гуннар выступает в дуэте с Скарлетт, исполняя песню «If I Didn’t Know Better», которую слышит известный композитор Уотти Уайт и сообщает о них Рейне Джеймс. Это приводит их к сотрудничеству с ним и последующем написанием песен для одной из студий. Гуннар тем временем является другом Скарлетт, и кратко встречается с Хейли, работающей на студии. В середине сезона, после смерти брата Гуннара, у него начинаются отношения с Скарлетт. Из-за смерти брата, Гуннар начинает совершать несвойственные ему действия, что не нравится Скарлетт, а он тем временем сближается с их новым соседом Уиллом Лексингтоном. Уилл в итоге оказывается геем, а Гуннар не понимает, что чувствует к нему. В финале первого сезона Гуннар делает Скарлетт предложение, после того как она хочет уйти от него. После её отказа, он начинает встречаться с её подругой Зои Далтон.

#### Коулмен Карлайл
Коулмен Карлайл (англ. Coleman Carlisle) — персонаж американского драматического телесериала «Нэшвилл». Роль Коулмена исполняет актёр Роберт Рэй Уиздом, начиная с пилотного эпизода, вышедшего 10 октября 2012 года.

##### История развития
Роберт Рэй Уиздом получил роль Коулмена 1 марта 2012 года. Персонаж является политиком и кандидатом на пост мэра, а также старым другом Рейны и Дикона. Также он был наставником Дикона в его лечении от алкоголизма.
Хотя Коулмен и является регулярным персонажем, он появляется лишь в четырнадцати из 21 эпизодах первого сезона. Его сюжетные линии ограничены предвыборной гонки, и последующего проигрыша. В более поздних эпизодах он работает вице-мэром, а Тэнди хочет переманить его на свою сторону, чтобы испортить жизнь Тедди и Ламару.
Так как персонаж не имел важности для сюжета, Роберт Рэй Уиздом был понижен до эпизодического появления во втором сезоне.

#### Ламар Уайетт
Ламар Уайетт (англ. Lamar Wyatt) — персонаж американского драматического телесериала «Нэшвилл». Роль Ламара исполнял актёр Пауэрс Бут, начиная с пилотного эпизода, вышедшего 10 октября 2012 года, и до четырнадцатого эпизода второго сезона, показанного 5 февраля 2014 года.

##### История развития
Ветеран телевидения и кино Пауэрс Бут был утвержден на роль Ламара 23 февраля 2012 года. Ламар описывался как властный и богатый патриарх семейства и местный политик, который не одобряет карьеру своей дочери Рейны Джеймс. Персонаж является отцом Рейны Джеймс и Тэнди Хэмптон. Его жена также как и Рейна была певицей и погибла и автокатастрофе, в тот вечер, когда хотела уйти от него. С Рейной его отношения не складывались, а Тэнди наоборот была его правой рукой.
В пилотном эпизоде Ламар решает сделать из Тедди, мужа Рейны, своего кандидата на пост мэра города, к недовольству дочери. В ходе этого он шантажирует её, угрожая рассказать правду о том, кто на самом деле является отцом их дочери Мэдди. Тедди в итоге становится мэром, но Ламар не получает от него желаемого. Во второй половине первого сезона у Ламара случается сердечный приступ и Рейна бросает свой гастрольный тур, чтобы приехать к нему в больницу. В ходе этого их отношения налаживаются, а Тэнди наоборот отдаляется от него. Тэнди после этого решает свергнуть отца с поста главы семейного бизнеса, и в финале сезона уходит от Ламара.
Так как персонаж не имел важности для сюжета, Пауэрс Бут был понижен до эпизодического появления во втором сезоне. Персонаж тем временем был заметен редко, а Пауэрс Бут появился лишь в пяти эпизодах второго сезона. Его персонаж был арестован после того, как Тэнди тайно стала его властям в качестве мести за смерть её с Рейной матери. Ламар в итоге подумал, что это Тедди сдал его, и нанял киллера, который по случайности убил Пегги Кентер, жену Тедди. После того, как с Ламара были сняты все обвинения, Тэнди рассказала Рейне, что это их отец был виноват в смерти матери и та заявила ему, что он больше никогда не увидит её и детей из-за попытки убить также Тедди. Он отправляется к Тедди в офис, где тот говорит ему, что это Тэнди сдала его властям, и после этого Ламар умирает от сердечного приступа, узнав о предательстве дочери. Критики отметили, что эпизод смерти Ламара был выполнен как классический ход в мыльных операх.

#### Уилл Лексингтон
Уилл Лексингтон (англ. Will Lexington) — персонаж американского драматического телесериала «Нэшвилл». Роль Уилла исполняет актёр Крис Кармак, начиная с шестнадцатого эпизода первого сезона, вышедшего 3 апреля 2013 года.

##### История развития
Крис Кармак присоединился к сериалу в периодической роли в феврале 2013 года, и появился в последних шести эпизодах первого сезона. Кармак был приглашен на роль в опцией быть повышенным до регулярного состава во втором сезоне, если сериал будет продлен. В июле он официально был повышен до регулярного состава во втором сезоне.
Уилл является начинающим музыкантом и новым соседом Скарлетт и Гуннара. В своих стремлениях стать звездой, Уилл делает себе имидж героя-любовника, однако тайно является геем, и целует Гуннара в один из вечеров. Ближе к концу сезона он проходит прослушивание у самой Рейны Джеймс, которая оказывается заинтересована им как своим будущим артистом. Сюжетная линия персонажа в первом сезоне получила похвалу от критиков.
Во втором сезоне персонаж получил гораздо больше экранного времени и часто рассматривался критиками из-за своей неоднозначности. Основное внимание в сериале уделялось его внутренней борьбе с собой и стремлением стать звездой кантри. Уилл в итоге переходит от Рейны в «Edgehill», где новый глава лейбла намеревается сделать из него ведущую звезду. Уилл использует для прикрытия молодую певицу Лейлу Грант, а сам питает чувства к менеджеру Бренту.

### Второстепенные персонажи

#### Тэнди Хэмптон
Тэнди Хэмптон (англ. Tandy Hampton) — персонаж американского драматического телесериала «Нэшвилл». Роль Тэнди исполняет актриса Джудит Хоаг начиная с пилотного эпизода, вышедшего 10 октября 2012 года.
Тэнди является сестрой Рейны и дочерью Ламара. Она является другом для Рейны и пытается быть реферем между ней и отцом. В более поздних эпизодах, после того как у Ламара случается сердечный приступ, отношения Тэнди с отцом значительно ухудшаются, так как он теперь решил быть благосклонным с Рейной. Тэнди тем временем начинает действовать в своих интересах, и хочет встать у руля их бизнеса. В ходе этого она пытается переманить Коулмена на свою сторону, а также устранить Тедди. В финале первого сезона, Тэнди представляется возможность сдать Ламара прокурору США. В последующих эпизодах она продолжает поддерживать Рейну после её катастрофы, а в середине второго сезона рассказывает ей, что это Ламар ответственен за смерть их матери.

#### Джолин Барнс
Джолин Барнс (англ. Jolene Barnes) — персонаж американского драматического телесериала «Нэшвилл». Роль Джолин исполнила актриса Сильвия Джеффрис начиная с пилотного эпизода, вышедшего 10 октября 2012 года, и вплоть до финала первого сезона, показанного в мае 2013 года.

##### История развития
Чарлстонская актриса Сильвия Джеффрис получила роль Джолин, наркозависимой матери Джульетты Барнс в ходе съемок пилотного эпизода. Джолин является наркоманом и алкоголиком со стажем и Джульетта сбежала от неё будучи подростком.
В ходе развития сюжета, Джульетта берет Джолин к себе в дом, но она не может отказаться от наркотиков. В итоге она помещает её на реабилитацию, откуда она возвращается другим человеком. Однако, в ходе празднования для рождения Дикона, Джолин не может сдержать себя и напивается. Между тем у неё появляется наставник Данте Ривас, который вскоре начинает роман с Джульеттой, что не нравится Джолин. Он оказывается аферистом и позже шантажирует Джульетту. Джолин, чтобы защитить дочь от очередного скандала в прессе перед вручением наград CMA, решает сама расправится с Данте, и убивает его. Она кончает жизнь самоубийством, приняв смертельную дозу наркотиков, но спасает имя дочери от скандала. В финале первого сезона проходят похороны Джолин.

### Остальные персонажи
- Пегги Кентер (Кимберли Уильямс-Пейсли) — старая любовь Тедди и его коллега. Изначально персонажа Уильямс-Пэйсли продюсеры планировали сделать регулярным во втором сезоне[59], однако позже от этой идеи отказались.
- Данте Ривас (Джей Эрнандес) — наставник Джолин и любовник Джульетты, который шантажирует её и погибает от рук Джолин.
- Уотти Уайт (Дж. Д. Саузер) — легендарный музыкальный продюсер и наставник Рейны, который сопровождает её на протяжении всей карьеры.
- Лиам Маккигес (Михиль Хаусман) — музыкальный продюсер Рейны, который готовит её новый альбом.
- Шон Батлер (Тилки Монтгомери Джонс) — футболист и бывший муж Джульетты.
- Стейси (Сьюзан Миснер) — ветеринар и возлюбленная Дикона во второй половине первого сезона.
- Мэрилин Родс (Риа Килстедт) — бывший менеджер Эйвери.
- Доминик Кинг (Вайклеф Жан) — бывший музыкальный продюсер Эйвери.
- Беверли О’Коннор (Дана Уиллер-Николсон) — злая мать Скарлетт.
- Баки Дауэс (Дэвид Элфорд) — менеджер Рейны.
- Гленн Гудман (Эд Аматрудо) — менеджер Джульетты.
- Эмили (Кортни Хансен) — помощник Джульетты.
- Маршалл Эванс (Тодд Трули) — президент и генеральный директор Edgehill Republic Records.
- Джинни Бьюкенен (Тиффани Морган) — глава студии, для которой писали песни Гуннар и Скарлетт.
- Хейли (Хлоя Беннет) — помощница Джинни и недолго девушка Гуннара.
- Джей Ти (Николас Стронг) — участник группы Эйвери.
- Маккена (Эфтон Уильямсон) — пиар-консультант Джульетты.
- Джейсон Скотт (Дэвид Клейтон Роджерс) — брат Гуннара.
- Рэнди Робертс (Берджесс Дженкинс) — бывший продюсер Рейны, который уходит от неё к Джульетты.
- Калиста Ривз (Минг-На Вен) — глава конкурирующей студии, которая хочет заполучить к себе Рейну.
- Одри Карлайл (Дж. Карен Томас) — жена Коулмена.